# Tirà becut septentrional
El tirà becut septentrional (Oncostoma cinereigulare) és un ocell de la família dels tirànids (Tyrannidae).

## Hàbitat i distribució
Viu als clars del bosc, sotabosc i zones amb matolls de les terres baixes, des de Mèxic al centre de Veracruz, nord i sud-est d'Oaxaca i Chiapas, cap al sud a la llarga d'ambdues vessants, incloent la Península del Yucatán, fins l'oest de Panamà.